# Buenos días, Isabel
Buenos días, Isabel é uma telenovela venezuelana exibida em 1980 pela Venevisión.

## Elenco
- Flor Núñez- Isabel
- José Bardina- Jose Manuel
- Diego Acuña
- Enrique Alzugaray- Chendo
- Mario Brito
- Luis Colmenares- Benjamin
- Renee de Pallas
- Chela D'Gar
- Miguel David Díaz
- Alexis Escamez
- Elisa Escámez
- Elba Escobar
- Manuel Escolano
- Juan Frankis- Domingo
- Yalitza Hernández- Maria Jesus
- Pierangeli Llinas
- Félix Loreto
- Esperanza Magaz- Coromoto
- Dalia Marino
- Herminia Martínez- Ligia
- Eva Moreno
- Miriam Ochoa- Fernanda
- Carmencita Padrón- Nati
- Tony Rodríguez- Efrain
- Augusto Romero- Eduardito
- Chumico Romero
- Betty Ruth- Lucrecia
- Egnis Santos
- Franklin Virgüez- Marcelo